# Garindein
Garindein är en kommun i departementet Pyrénées-Atlantiques i regionen Nouvelle-Aquitaine i sydvästra Frankrike. Kommunen ligger i kantonen Mauléon-Licharre som tillhör arrondissementet Oloron-Sainte-Marie. År 2022 hade Garindein 459 invånare.

## Befolkningsutveckling
Antalet invånare i kommunen Garindein
| Referens: INSEE |